# Challerange
Challerange település Franciaországban, Ardennes megyében. Lakosainak száma 423 fő (2022. január 1.). Challerange Brécy-Brières, Montcheutin, Monthois, Mouron, Saint-Morel, Séchault és Vaux-lès-Mouron községekkel határos.

## Népesség
A település népességének változása:
| Lakosok száma | 643  | 594  | 514  | 435  | 488  | 463  | 447  | 444  | 437  | 423  |
|               | 1968 | 1982 | 1990 | 2006 | 2013 | 2015 | 2017 | 2019 | 2020 | 2022 |